# Piotr Kilanowski
Piotr Kilanowski (ur. 8 maja 1969 w Poznaniu) – filolog, tłumacz, wykładowca akademicki.

## Życiorys
Studiował filologię hiszpańską na Uniwersytecie Adama Mickiewicza w Poznaniu (1990). W tym samym roku wyemigrował na stałe do Brazylii, gdzie ukończył studia na Universidade de Brasília. Obronił pracę magisterską z teorii literatury na tej samej uczelni (1997). Od 2009 r. jest wykładowcą języka i literatury polskiej w Katedrze Polonistyki na Parańskim Uniwersytecie Federalnym (Kurytyba), którą kierował w latach 2012–2014. W 2018 roku obronił pracę doktorską zatytułowaną „Chciałem pozostać wierny niepewnej jasności: o poezji Zbigniewa Herberta” na Uniwersytecie Federalnym Santa Catarina (Brazylia).
Jest fundatorem Centrum Badań Polonistycznych (Centro de Estudos Poloneses) na Parańskim Uniwersytecie Federalnym, którym kieruje od 2021 r.
Jest członkiem zespołu redakcyjnego czasopism: „Polonistyka. Innowacje” (od 2020 r.), „Tematy i Konteksty” (od 2019 r.), „Qorpus” (od 2014 r.), „Versalete” (od 2013 r.), „Polonicus” (od 2010 r.). Zajmuje się również literaturą i kinem polskim, historią Holokaustu – szczególnie warszawskiego getta.
Był członkiem Rady Programowej I Międzynarodowego Spotkania Polonistycznego w Brazylii.
Zna język polski, angielski, portugalski, hiszpański, francuski, rosyjski, niemiecki, kataloński, łaciński, włoski, czeski.

## Dydaktyka
Wykłada na Parańskim Uniwersytecie Federalnym w Kurytybie. Prowadzi zajęcia z polskiej literatury, kultury, kina, teatru i komparatystyki literackiej. Wykładał m.in. na Michelangelo College w Brazylii, a także w Faculdade Alvorada.

## Tłumaczenia
Zajmuje się pracą tłumaczeniową. Przetłumaczył na język polski twórczość m.in. Paula Leminskiego, a na język portugalski wiersze Czesława Miłosza, Zbigniewa Herberta, Wisławy Szymborskiej, Jerzego Ficowskiego, Anny Świrszczyńskiej, Irit Amiel, Krystyny Dąbrowskiej a także dzieła pisarzy takich jak: Josif Brodski, Aleksander Wat, Stanisław Lem.

## Najważniejsze publikacje[7]

### Artykuły w czasopismach
- Avalovara de Osman Lins. O escritor em busca do romance interativo e total. Cerrados (UnB. Impresso), Brasília, v. 7, p. 80-96, 1998;
- Polônia - História, realidades e sonhos no Festival de Cinema Polonês. Polonicus, v. 2, p. 188-194, 2010;
- Poesia sempre: Polônia - resenha. Polonicus, v. 1, p. 165-166, 2010;
- OSÓRIO, P.S. Este da pátria minha é... A problemática do imigrante nas obras de Katarzyna Klimkiewicz, Witold Szabłowski e Paweł Huelle. Polonicus, v. Ano 2, p. 84-105, 2011;
- Spotkanie z panem W.(ater) B.(oysem) Yeatsem. Esensja, v. 3(CXV), p. 181-181, 2012;
- Zbigniew Herbert, Marco(s) Aurélio(s) e a mão estendida entre a herança e a deserção. Qorpus, v. 19, p. 3, 2015;
- Paulo Leminski, Ostatni wielki poeta popularny Brazylii. "Poezja dzisiaj" v. 109, p. 58, 2015;
- Poesia, ironia e resistência. Wisława Szymborska olha para o totalitarismo. QORPUS, v. 22, p. 7, 2016;
- Olhar do eterno viajante, sempre renovando. Sobre Recomeço, de Tomasz Łychowski.. Qorpus, v. 2016/2, p. 1, 2016;
- Quando Sancho Pança vira Dom Quixote - A invenção da Silésia no filme Angelus de Lech Majewski. ALCEU (ONLINE), v. 16, p. 153-165, 2016;
- A poesia contra os mitos. Notas sobre Anna Swirszczynska. Qorpus, v. 25, p. 1, 2017;
- O tym, co można ujrzeć po drugiej stronie lustra, czyli garść refleksji o odbiciach, tłumaczeniach i wierszach. Postscriptum Polonistyczne, v. 1, p. 113-138, 2018;
- Olga Tokarczuk e o retrato do mundo em movimento. Polonicus, v. 19, p. 53, 2019;
- O próbach zbliżania światów? Tłumaczenia i przekłady literatury polskiej w Brazylii. "Konteksty Kultury", v. 1, p. 89-111, 2020;
- Tłumacząc garść wierszy brazylijskich. "Fraza", v. 107-108, p. 52-71, 2020;
- Sobre Jan Kochanowski - o pai do idioma polonês. Suplemento Pernambuco, Recife, 08 jul. 2019;
- Inéditos de Wislawa Szymborska no Brasil (Entre a sopa de supermercado e o bingo cafona). Suplemento Pernambuco, Recife, p. 20 - 21, 05 mar. 2018;
- Jan Karski, Herói da humanidade. Página Polônica, Porto Alegre, p. 3 - 3, 01 nov. 2014.

### Publikacje w tomach pokonferencyjnych
- Sobre os monstros do Sehnor Cogito - uma reflexão sobre a história e serviços secretos na vida e na obra de Zbigniew Herbert. In: I Encontro Internacional de Estudos Poloneses: 10 anos de Letras-Polonês na UFPR, 2020, Curitiba. Anais do I Encontro Internacional de Estudos Poloneses: 10 anos de Letras-Polonês na UFPR. Curitiba: Revista X, 2019. p. 883;
- A memória replantada. O caso da ameixeira amarela, a mirabelinha de Muranów. In: I Congresso Poéticas de Proximidade, 2018, Cuiabá. I Congresso Poéticas de Proximidade - Caderno de Resumos, 2018. p. 33;
- Jan Karski - biograma. In: Seminário: Jan Karski e os Justos Entre as Nações do Mundo, 2014, Curitiba. Jan Karski e os Justos Entre as Nações do Mundo, 2014. p. 7-7;
- Como é que se diz (Inominada) em polonês A história da tradução nascida e nascida. In: VIII Semana Acadêmica de Letras. 90 anos: Osman Lins, 2014, Florianópolis. Caderno de programação e resumos, 2014. p. 43-44;
- ROHR, C. T. . Poesia e dor. In: IV Seminário dos Alunos de Pós-Graduação em Literatura, 2014, Florianópolis. IV Seminário dos Alunos de Pós-Graduação em Literatura, 2014;
- A poética da superfície - uma análise crítica da obra de Michał Witkowski. In: Seminários de pesquisa, 2010, Curitiba. Seminários de pesquisa, 2010. p. 13-13.

## Tłumaczenia
- AMIEL, Irit. Não cheguei a Treblinka a tempo/Nie zdążyłam do Treblinki na czas. [Por Piotr Kilanowski]. Organização de Piotr Kilanowski. Fortaleza: Dybbuk, 2019.
- DĄBROWSKA, Krystyna. Agência de viagens. [Por Piotr Kilanowski]. Organização de Piotr Kilanowski. Belo Horizonte/Veneza: Âyiné, 2022.
- FICOWSKI, Jerzy. A leitura das cinzas. [Por Piotr Kilanowski]. Organização de Piotr Kilanowski. Belo Horizonte/Veneza: Âyiné, 2018. (Odczytanie popiołów). Poesia. Revisão da tradução: Eneida Favre.
- HERBERT, Zbigniew. Podróż Pana Cogito/ A viagem do Senhor Cogito. [Por Piotr Kilanowski]. Seleção e organização de Danuta Opacka-Walasek e Piotr Kilanowski. Katowice: Wydawnictwo Gnome, 2016. Poesia. Revisão da tradução: Eneida Favre.
- HERBERT, Zbigniew. Três poemas de Zbigniew Herbert. [Por Piotr Kilanowski]. In: MENDONÇA, Vanderlei (Org.) et al. Lira argenta. São Paulo: Demônio Negro, 2017, p. 344-359. Poesia.
- LEMINSKI, Paulo. Powróciło moje polskie serce/Meu coração de polaco voltou. [Por Piotr Kilanowski & Konrad Szcześniak]. Curitiba: Casa da Cultura Polônia Brasil, 2015. Organização de Piotr Kilanowski.
- LEMINSKI, Paulo. Powróciło moje polskie serce/ O meu coração de polaco voltou. [Por Piotr Kilanowski & Konrad Szcześniak]. Katowice: Gnome, 2014. Organização e seleção de Piotr Kilanowski.
- MIŁOSZ, Czesław. Três poemas de Czesław Miłosz. [Por Piotr Kilanowski]. In: MENDONÇA, Vanderlei (Org.) et al. Lira argenta. São Paulo: Demônio Negro, 2017, p. 330-343. Poesia.
- ŚWIRSZCZYŃSKA, Anna. Eu construía a barricada. [Por Piotr Kilanowski]. Organização e introdução de Piotr Kilanowski. Curitiba: Dybbuk, 2017. (Budowalam barykadę). Poesia. Revisão da tradução: Eneida Favre.
- SZLENGEL, Wladyslaw. A janela para o outro lado. Poemas do Gueto de Varsóvia. [Por Piotr Kilanowski]. Fortaleza: Dybbuk, 2018. Poesia. Organização e notas de Piotr Kilanowski.
- SZYMBORSKA, Wisława. Riminhas para crianças grandes. [Por Piotr Kilanowski & Eneida Favre].. Introdução de Piotr Kilanowski. Belo Horizonte/Veneza: Âyiné, 2018. (Rymowanki dla dużych dzieci) Poesia. Organização de Piotr Kilanowski e Eneida Favre
- SZYMBORSKA, Wisława. Três poemas de Wisława Szymborska. [Por Piotr Kilanowski]. In: MENDONÇA, Vanderlei (Org.) et al. Lira argenta. São Paulo: Demônio Negro, 2017, p.316-329. Poesia.

## Odznaczenia
W 2018 r. otrzymał srebrny Medal Zasłużony Kulturze Gloria Artis